# キャブヘイ
キャブヘイ（CABHEY、DJ キャブヘイ）は、日本のYouTuber、ゲーム実況者。島根県出身。ゲーム実況の他、顔を公開せずにオートバイ用ヘルメットを被ったままでキャンプツーリングなどをする動画を投稿している。

## 来歴
2017年よりゲーム実況動画をYouTubeに投稿。2019年5月10日に公開した動画で、メインチャンネルへ投稿していたバイク動画を独立したサブチャンネルへ投稿することを発表。翌5月11日、サブチャンネル「CABHEY RIDE ON!!」での動画投稿を開始（チャンネル開設日は5月7日）。同年9月28日、チャンネル開設から7ヵ月強で登録者数10万人を達成し、記念品の銀の盾でステーキを焼いた。2020年には自分だけのキャンプ場を欲して400万で山を購入、キャブヘイ山荘と名付けて手作りの竹製の小屋などを製作し、同年11月にはつるの剛士とのコラボ企画でドラム缶風呂を製作した。2021年8月にチャンネル登録者数100万人を突破し、記念品の金の盾でサーフィンをした。2022年8月公開の動画にて3カ月前に前述の購入した山に入ることを特定団体に妨害され、出禁扱いを受けるという被害を受けた。

## 人物
DJ CABHEYの名が表す通り、ラジオパーソナリティのような低く深みのある声が特徴。企画に沿ったキャンプツーリングに関する動画投稿に尽力しており、最低限の道具のみでキャンプや、アルミホイル、またはラップだけでテントやハンモックを作って野営するなど、一風変わったキャンプスタイルが多い。動画のほとんどで移動にバイクを利用しているほか、マニュアル操作を必要とするバイクの乗り方を解説する動画など、バイク好きとしての一面も見られる。
常にフルフェイスのヘルメットを被っている理由については『とんでもなくハンサムで危険であるため』という設定がなされている。少なくとも動画上では決してヘルメットを外すことはなく就寝時も被りっぱなしであるが、食事の際にはヘルメットを少しだけ持ち上げて食べ物を口へ運ぶ姿も見られる。なお、愛用しているヘルメットは2019年に購入したAGVのコルサRで、それ以前はOGK KABUTOの製品を愛用していた。
動画のエンディングで流れる曲は、Dj Gritzyの「efuse 9」である。

### バイク歴
- ホンダ・ズーマー
- スズキ・ST250
- ホンダ・CB400SF
- ヤマハ・YB125SP - 動画投稿で得られた広告収入で購入したと話している[7]。
- ホンダ・HORNET250
- ホンダ・ジャイロキャノピー
- ヤマハ・TW200
- Sur-ron Light BEE X
- ホンダ・モンキー125 - メンバーシップ動画内のみ登場

## 書籍
- 『準備はリュック１つ！　日本一身軽なキャブヘイのソロキャンプ』(2021年5月26日、KADOKAWA) ISBN 978-4046803023

## 出演

### イベント
- 鈴鹿サーキット「MFJグランプリー」トークショー（2019年11月3日）

### 雑誌
- 『モトチャンプ』2021年12月号 (2021年11月6日、三栄書房) JAN 4910087691212